# (13149) Heisenberg
(13149) Heisenberg est un astéroïde de la ceinture principale.

## Description
(13149) Heisenberg est un astéroïde de la ceinture principale. Il fut découvert par Freimut Börngen le 4 mars 1995 à Tautenburg. Il présente une orbite caractérisée par un demi-grand axe de 3,12 UA, une excentricité de 0,139 et une inclinaison de 3,099° par rapport à l'écliptique.
Il fut nommé en hommage au physicien allemand Werner Heisenberg (1901-1976), à l'origine de la physique quantique, lauréat du prix de Nobel de physique en 1932.

## Compléments